# Göran Stiernstedt
Göran Thesleff Stiernstedt, född 18 februari 1949 i Uppsala domkyrkoförsamling, Uppsala län, är en svensk friherre, läkare, direktör inom hälso- och sjukvården och statlig utredare. Han är son till friherre Jan Stiernstedt och Ulla Bruhner samt även morbror till skådespelerskan Hedda Stiernstedt.
Göran Stiernstedt är infektionsläkare och docent. Han disputerade med en avhandling om den fästingburna sjukdomen borrelia.
Han tog läkarexamen år 1973 och blev specialist i infektionssjukdomar år 1979. Han har bland annat arbetat som läkare på infektionskliniken på Danderyds sjukhus, som divisionschef vid Huddinge sjukhus och Karolinska sjukhuset. Mellan 1998 och 2002 var han sjukhusdirektör vid Akademiska sjukhuset i Uppsala. Därefter var han biträdande landstingsdirektör i Stockholms läns landsting till 2008, då han tillträdde tjänsten som direktör och chef för avdelningen för vård och omsorg vid Sveriges kommuner och landsting, SKL.
Hösten 2013 utsågs Göran Stiernstedt av regeringen till nationell samordnare för ökat resursutnyttjande inom hälso- och sjukvården.
I december 2017 utsågs han till att leda utredningen Ordning och reda i vården.
Stiernstedt utsågs i juli 2020 till ledamot i Coronakommissionen.